# Mibora
Mibora là một chi thực vật có hoa trong họ Hòa thảo (Poaceae).

## Loài
Chi Mibora gồm các loài: